# Danylo Kozlov
Danylo Kozlov, en ukrainien : Данило Козлов, né le 11 décembre 1982 à Dnipropetrovsk, dans la République socialiste soviétique d'Ukraine, est un joueur ukrainien de basket-ball. Il joue au poste d'ailier.